# Partidul Lege și Justiție (Polonia)
Partidul Lege și Justiție (poloneză Prawo i Sprawiedliwość pronunție în poloneză [ˈpravɔ i spravjɛdˈlivɔɕtɕ] ⓘ) este un partid politic național-conservator,și populist de dreapta din Polonia, este membru al Partidului Conservatorilor și Reformiștilor Europeni și este condus de Jarosław Kaczyński. 
Partidul a fost fondat în 2001 de Jarosław și Lech Kaczyński ca succesor direct al Acordului de Centru, după ce s-a rupt de Acțiunea Electorală Solidaritatea (AES). A reușit să câștige alegerile parlamentare și prezidențiale din 2005, după care Lech a devenit președintele Poloniei. Între 2005 și alegerile din 2007, a condus o coaliție parlamentară cu Liga Familiilor Poloneze și Autoapărarea Republicii Poloneze. S-a clasat pe locul al doilea și au rămas în opoziția parlamentară până în 2015. A recâștigat președinția la alegerile din 2015, iar ulterior a câștigat majoritatea locurilor la alegerile parlamentare. Ei și-au păstrat funcțiile în urma alegerilor din 2019 și 2020.
În timpul înființării sale, a căutat să se poziționeze ca un partid creștin-democrat de centru, deși la scurt timp după, a adoptat opinii mai conservatoare din punct de vedere cultural și social și și-a început trecerea la dreapta. Partidul a început să fie dominat de agenda național-conservatoare și de ordine a lui Kaczyński și a îmbrățișat principiile intervenționismului economic. De asemenea, urmărește relații strânse cu Biserica Catolică, deși în 2011, fracțiunea catolico-naționalistă s-a separat pentru a forma Polonia Unită. În anii 2010, a adoptat și poziții populiste de dreapta. După recâștigarea puterii, Partidul Lege și Justiție a câștigat popularitate cu plățile de transfer către familiile cu copii, dar a atras critici internaționale și mișcări interne de protest prin demontarea controalelor și echilibrului liberal-democratic. Oamenii de știință politică au caracterizat guvernarea partidului drept iliberală sau autoritară.
Face parte din Grupul Conservatorilor și Reformiștilor Europeni, iar la nivel național, este afiliat al Dreptei Unite. În momentul de față, partidul ocupă 198 de locuri în Seim și 44 în Senat.